# Bärebergs socken
Bärebergs socken i Västergötland ingick i Viste härad, ingår sedan 1983  i Essunga kommun och motsvarar från 2016 Bärebergs distrikt.
Socknens areal är 25,88 kvadratkilometer varav 25,02 land. År 2000 fanns här 621 invånare.  En del av tätorten Nossebro, byn Bäreberg samt kyrkbyn Bärebergs kyrkby med sockenkyrkan Bärebergs kyrka ligger i socknen.

## Administrativ historik
Socknen har medeltida ursprung. 
Vid kommunreformen 1862 övergick socknens ansvar för de kyrkliga frågorna till Bärebergs församling och för de borgerliga frågorna bildades Bärebergs landskommun. Landskommunen uppgick 1952 i Essunga landskommun som efter inkorporering i Vara kommun 1974 bröts ut till egen kommun Essunga kommun 1983. Församlingen uppgick 2002 i Främmestad-Bärebergs församling.
1 januari 2016 inrättades distriktet Bäreberg, med samma omfattning som församlingen hade 1999/2000.  
Socknen har tillhört län, fögderier, tingslag och domsagor enligt vad som beskrivs i artikeln Viste härad. De indelta soldaterna tillhörde Västgöta-Dals regemente, Livkompaniet och Västgöta regemente, Barne kompani.

## Geografi
Bärebergs socken ligger väster om Vara kring Nossan. Socknen är odlad slättbygd kring ån och är i övrigt en mossrik skogsbygd i sydväst.

## Fornlämningar
Lösfynd och en hällkista från stenåldern är funna. Från järnåldern finns stensättningar och domarringar.

## Namnet
Namnet skrevs 1364 Bärabergh och kommer från kyrkbyn. Efterleden är berg med syftning på höjden där kyrkan ligger. Förleden kan innehålla bäri, 'björn' alternativt namnsnamnet Björn.